# 朝川ことみ
朝川 ことみ（あさかわ ことみ、1989年3月7日 - ）は、鹿児島県阿久根市出身の元タレント。
日本漢字能力検定2級、家庭料理技能検定2級、管理栄養士の資格を所有している。
グラビア甲子園2011準優勝、日テレジェニック2012製作委員会特別賞（ファイナル8位）。
アヴィラに所属していたが現在は不明。

## 人物
- 1989年3月7日22時10分生まれ[2]。
- 川村高等学校出身[3]。
- キャッチコピーは「天使の笑顔」[4]。
- 2009年現在、女子大の栄養学部に通っていて、学校案内のパンフレットで学部の紹介写真にも採用されている。
- 好きな食べ物は牛タン。ビスコにもはまっている[5]。苦手な食べ物は栗[6]と山芋[7]。山芋がお好み焼きやたこ焼きに入っていると嘔吐してしまうほどである。
- 「ヘビじゃないよ!ことみんだよ!!」という自己紹介ギャグがある。考案者はタケタリーノ山口。蛇年生まれに由来している。
- 2009年3月、インターネット生放送番組「みんなの願いを叶えたい!金曜」の初代MCに橘未憂と共に就任するが、学業の都合上放送開始時間（金曜日の13時）に間に合わないことが多くなり、わずか3回の放送でその座を雛田みかに明け渡すことになる。MC卒業後も途中参加の準レギュラーとして番組に参加している。その後、同放送局同曜日の「夜遊びメールバトル 金曜」にて浜田翔子の代理を約2か月にわたって務め、そのまま2009年7月から同番組レギュラーとなる。
- 免許・資格は日本漢字能力検定2級、家庭料理技能検定2級、普通自動車免許[8]、管理栄養士[9]を持っている。
- 平成生まれ初の夜遊びメールバトル 金曜MCを務める。代打MCを3週以上続けて務めるのも番組史上初（2009年6月26日現在、7週連続）。
- 鹿児島県出身だが、小学1年生までしか住んでいなかったため、方言は喋れない[10]。
- 姓名判断では、2番手で活躍する名前だと語っている[10]。
- 好きな歌手は詩音[10]、西野カナ[11]など。好きな曲は「春夏秋冬」[12]。アイドルは広く興味があり、多数のアイドルブログを愛読している。
- ソフトバンクの携帯電話を使用している[13]。
- 2009年11月8日、高山未帆とユニット名未定のまま「Lemon Days/記憶の雪」でCDデビューした。その後、ユニット名は「パピヨン」に決まった[14]。
- パピヨンは2009年12月20日のお披露目ライブ以降、morph-Tokyoを中心に21回のライブを行ったが2011年1月9日のライブをもって活動休止。
- 2011年2月、卒業試験に合格し同年3月無事卒業。「卒業試験と国家試験の勉強は今までもこれからもこれほど勉強するはない」とかなりハードな勉強をしたと語る[15]。
- 汐留グラビア甲子園2011において持ち前の明るさで会場を魅了し、みごと準優勝を獲得した[16]。
- 2011年10月1日より、ようやくtwitterを始めたとのことでフォローを呼びかける（朝川ことみ twitter)[17]。
- 2011年10月5日放送のおねだりマスカットSP!より恵比寿マスカッツを狙う７人刺客「ブラックマスカッツ」の一員としてマスカッツへ参戦[18]。
- 2012年3月7日放送のおねだりマスカットSP!でブラックマスカッツから脱退したことがメンバーの坂本りおんより明らかになる。ただ、朝川本人は2012年2月29日付のブログでフライング発表をしている。

## エピソード
- 渋谷駅ハチ公前で現事務所のスカウトに声を掛けられた際、スカウト目的でなく同事務所の槙原あこと間違えられて声をかけられた。スカウトされた日は2008年7月7日の午後7時頃のことである[19]。
- 2009年5月15日放送の「夜遊びメールバトル 金曜」に出演した際、wikipediaに名前が載るのが夢だと語り、アシスタントMC瞬間メタル・タケタリーノ山口に「小さな夢」だと突っ込まれる。その生放送中に実際に掲載され、もぐらパーティーが出演した際には「この番組でwikipediaに載せて欲しいと言えば、放送が終わるまでに載せてもらえますよ」と自慢した。
- 2009年5月22日の夜バトで、前田ばっこーの誕生日を祝い、番組からウコンの栽培セットが送られる。朝川もハバネロの栽培セットを送られることとなり現在育てている。6月14日のブログで、芽を出したことを報告している[20]。
- 大学に入学したきっかけは、スポーツ栄養がやりたくて入学した。将来的にクラブチームの専属で栄養指導がしたかったからだと明かしたが、現在はなりたいと思わなくなったと語っている[21]。
- 小さい頃は入院するほど病弱だった。入院していたときの楽しみが食事で、管理栄養士を目指すきっかけになる。幼稚園の頃から管理栄養士なることを決めていた[12]。

## 作品

### シングル
- 1stシングル「Lemon Days/記憶の雪」（AVILLA MUSIC、2009年11月8日発売）

### 映像作品
- 1stDVD「朝川ことみ〜コトヨロ!〜」（トリコ、2009年8月22日）
- 「ワケアリ あなたの隣の心霊物件-首都圏編-」 （トリコ、2011年12月2日 レンタル専用）
- 「アイドルの穴2012〜日テレジェニックを探せ! どきどき盤（緊）」 （バップ、2012年5月23日）
- 「アイドルの穴2012〜日テレジェニックを探せ! だくだく盤（汗）」 （バップ、2012年5月23日）
- 「アイドルの穴2012〜日テレジェニックを探せ! びしょびしょ盤（濡）」 （バップ、2012年5月23日）
- 「アイドルの穴2012〜日テレジェニックを探せ! あげあげ盤（嬉）DVD-BOX」 （バップ、2012年8月8日）

## 出演

### インターネット放送
あっ!とおどろく放送局
- アバンギャル道（2008年9月25日・2009年2月26日・4月30日）
- 宮下理央奈のお天気予報（2008年10月7日・8日）
- 鬼塚綾子の「あ〜ん診療所」（2009年3月3日・9月14日）
- 山口愛実のお天気予報（2009年3月12日 - 17日・8月14日 - 19日・12月25日 - 30日） - 準レギュラー
- みんなの願いを叶えたい! 金曜（2009年3月20日 - 4月10日） - 初代MC / （2009年4月17日 - 5月1日） - 準レギュラー
- 夜遊びメールバトル 金曜（2009年5月15日 - 6月26日） - 臨時MC
- エムPの安達チャンネル（2009年5月15日・22日・7月10日 - 8月21日・9月4日 - 12月4日、12月18日・2010年1月8日 - 3月26日） - ゲスト
- 重盛さと美のAfter School（2009年6月12日） - 臨時MC
- 折原みかのアバンギャル道（2009年6月25日・9月17日・11月12日・12月17日・2010年2月4日・4月22日・6月10日） - 準レギュラー
- 今月のあっ!と番組7月号（2009年7月1日配信開始）
- 夜遊びメールバトル 金曜（2009年7月10日 - 2010年4月30日 ※2009年8月28日・12月25日を除く） - レギュラー
- 芝碧（しへき）の鏡（2009年12月8日） - ゲスト
- エムPの勝手チャンネル（2010年4月9日 - 30日）
- 島田裕二の格闘ファイティングサーキット（2010年5月4日 - 9月21日） - レギュラーアシスタント
- 秋葉原アヴィラ女学園 中等部（2012年3月4日） - ゲスト
- 秋葉原アヴィラ女学園 高等部（2012年3月4日） - ゲスト

＠TV
- 山口愛実のトキドキ生放送（2012年12月4日） - 代打MC

ニコニコ生放送
- IQピョコタンのビックリ汁（2009年12月17日）
- 肩書きあったらウレマンデ−（2013年5月6日）

### ラジオ
- ASIAN 美少女 FILE アイドルパーティー（USEN SOUND PLANET G-28ch、2008年10月 - ） - レギュラー
- あきげんの江東上陸作戦!（レインボータウンFM、2009年12月5日・2010年9月7日・21日・28日・12月7日） - ゲスト
- NEVERMIND!!（FM-FUJI、2009年12月11日） - ゲスト
- ロッテリアエールミュージック（ロッテリア店内放送（一部店舗）、2010年2月）
- あびら屋（レインボータウンFM、2010年8月7日・14日・10月2日・16日・23日・11月13日・20日・12月11日・18日・2011年1月15日・22日・2月26日・3月5日）
- ぐらび屋（レインボータウンFM、2011年4月16日・5月14日・6月11日・7月16日(録音)・8月27日・9月17日・10月1日・22日・11月12日(録音)・26日・12月3日・2012年1月14日・2月4日・25日・3月10日・31日(最終回））
- あびら屋復活祭（レインボータウンFM、2011年7月23日(録音））
- かりーね。（レインボータウンFM、2012年4月7日・6月30日）

### テレビ
- のこった!のこった!カド番王子★瀬戸内海（瀬戸内海放送、2010年2月1日・22日）
- お願い!ランキング（テレビ朝日、2010年3月10日・2011年3月30日・7月19日）
- 大豆製品のCM（TVK、2010年11月1日 - ）
- おねだりマスカットSP!（テレビ東京、2011年10月5日 - 2012年2月29日） - ブラックマスカッツメンバー
- 全力坂（テレビ朝日、2011年12月5日・13日）
- ごごたま「あなたの街にOh!しかけ隊」（テレビ埼玉、2012年1月10日 - 12月26日） - おしかけ隊レギュラー
- アイドルの穴2012 〜日テレジェニックを探せ!（日本テレビ、2012年4月8日・15日・22日・29日・5月6日・13日・20日・27日・6月3日・10日・17日・24日）
- キッズステーション「みてミル?」（スカパー、7月16日(#84)・23日(#85)・10月8日(#90)）

### 舞台
- W-Speak第一回公演「笑劇乙女」（2012年1月26日 - 29日） - 『パニックバージンロード』佐々木絵美 役 / 『キス部』
- FLYING TRIP第5回公演「ひまわりのソラネ」（2012年7月18日 - 22日） - 斉藤彩 役（ダブルキャスト）
- W-Speak第三回公演「笑劇SUMMER」（2012年8月23日 - 26日） - 『登校日』落合茜 役 / 『海の家』
- FLYING TRIP第6回公演「落下ガール」（2013年3月7日 - 11日） - 山口みちる 役（ダブルキャスト）

### PCソフトウェア
- viemo（ヴィーモ）デスクトップキャラクター（2008年12月24日）
- WE@アイドルTV 朝川ことみ1
- WE@アイドルTV 朝川ことみ2
- WE@アイドルTV 朝川ことみ3
- WE@アイドルTV 朝川ことみ4
- WE@アイドルTV 朝川ことみ5
- WE@アイドルTV 朝川ことみ6

## 書籍

### 写真集
- CD-R写真集「朝川ことみ 1&2」（デジタル出版、2009年7月3日）
- CD-R写真集「朝川ことみ 3&4」（デジタル出版、2010年9月10日）
- CD-R写真集「朝川ことみ 5&6」（デジタル出版、2011年12月29日）

### 雑誌
- ヤングキング（少年画報社、2009年5月11日）
- 漫画アクション（双葉社、2009年9月15日）
- DIME（小学館、2011年9月6日）

### その他
- ムック本「W100 LIVEアイドル」（シンコーミュージック・エンターテイメント、2010年11月30日）〜パピヨンの紹介記事〜